# Вонгровець (гміна)
Гміна Вонгровець (пол. Gmina Wągrowiec) — сільська гміна у північно-західній Польщі. Належить до Вонгровецького повіту Великопольського воєводства.
Станом на 31 грудня 2011 у гміні проживало 11774 особи.

## Територія
Згідно з даними за 2007 рік площа гміни становила 347.75 км², у тому числі:
- орні землі: 69.00%
- ліси: 20.00%

Таким чином, площа гміни становить 33.41% площі повіту.

## Населення
Станом на 31 грудня 2011:
| Опис     | Загалом | Загалом | Чоловіки | Чоловіки | Жінки | Жінки |
| -------- | ------- | ------- | -------- | -------- | ----- | ----- |
| одиниця  | осіб    | %       | осіб     | %        | осіб  | %     |
| все      | 11774   | 100     | 6043     | 51.32    | 5731  | 48.68 |
| міське   | 0       | 100     | 0        |          | 0     |       |
| сільське | 11774   | 100     | 6043     | 51.32    | 5731  | 48.68 |

## Сусідні гміни
Гміна Вонгровець межує з такими гмінами: Будзинь, Вонгровець, Ґоланьч, Дамаславек, Марґонін, Месьцисько, Роґозьно, Скокі.